# Acalypha kerrii
Acalypha kerrii är en törelväxtart som beskrevs av William Grant Craib. Acalypha kerrii ingår i släktet akalyfor, och familjen törelväxter. Inga underarter finns listade i Catalogue of Life.